# 5 septembre dans les chemins de fer
5 août 5 octobre
Chronologies thématiques
- Croisades
- Sports
- Disney

Cette page concerne les événements qui se sont déroulés un 5 septembre dans les chemins de fer.

## Événements

### XIXesiècle
- 1881. France : Accident ferroviaire de Charenton : le rattrapage d'un train omnibus par un rapide en gare de Charenton-le-Pont fait 26 morts et de nombreux blessés.
- 1892. France : inauguration du Chemin de fer du Mont-Revard.